# Emerik Feješ
Emerik Feješ (en serbe cyrillique : Емерик Фејеш ; né en 1904 à Osijek – mort en 1969 à Novi Sad) est un peintre serbe. Il se rattache à l’art naïf.